# Gaia Straccamore
Gaia Straccamore (Roma, 17 maggio 1978) è una ballerina italiana.

## Biografia
A nove anni entra a far parte della scuola del Teatro dell'Opera di Roma, diretta da Elisabetta Terabust, e qui si diploma all'età di 17 anni con il massimo dei voti.
Grazie ad una borsa di studio si perfeziona nella prestigiosa Accademia "Princesse Grace" di Montecarlo, sotto la guida di Madame Marika Bezobrazova.
Ancora giovanissima, all'età di 12 anni, è scelta da Paolo Bortoluzzi per il ruolo dell’Apparizione nel suo Principe felice, a soli 15 anni Vladimir Vassiliev le affida il ruolo di prima ballerina ne Le Sylphides di Fokine, e a 16 anni l'allora direttore del corpo di ballo del Teatro dell'Opera di Roma, Giuseppe Carbone, le affida il ruolo di prima ballerina nel suo Cronache Italiane.
Dal 1996 è al Teatro dell'Opera di Roma dove su proposta di Carla Fracci viene nominata "Prima Ballerina" nell'ottobre del 2006.
Oggi il suo repertorio include: Egina in Spartacus (Y. Grigorovich), la principessa Aurora e la Fata dei Lillà ne La bella Addormentata (Chalmer - Petipa), La Sylphide (N. Kehlet - C. Fracci- Bournonville- Gielgud), Napoli [Bournonville), Infiorata a Genzano (Bournonville), Giulietta in Romeo e Giulietta (John Cranko, Bruhn, Nureyev-Gai, P. Bart), Odette-Odile ne [Il lago dei cigni] (G.Samsova - Petipa), "Giselle" Myrta in "Giselle"(Perrot-Coralli÷C. Fracci- P.Bart), Gulnara in [Le Corsaire] (Khomyakhov-Petipa), "Clara" ne[Lo Schiaccianoci] ,"Swanilda" in "Coppelia", "Kitri" nel "Don Chisciotte", Pas de quatre - [Madame Taglioni] (Perrot), Zobeide in Sheherazade (Fokine), l'Uccello di fuoco (Fokine), l’Eletta ne La sagra della primavera  [Nijinskij], La gitana (Chalmer - Taglioni), La Chatte, Le Bal, Calliope in Apollon Musagete, Who cares? (George Balanchine), Pimpinella in Pulcinella (Massine), Tao Hoa in Papavero Rosso, "Carmen" nella "Carmen" (Roland Petit), "In the night" (J.Robbins), "les amantes" in "Gaitè Parissienne" (M.Bejart), La coppia in bianco in "Diversion of Angel" (M. Graham), "Twin Cities" in "The River" (A.Ailey).
Viene scelta per il ruolo principale a fianco di Vladimir Vassiliev in Lungo viaggio nella notte di Natale una creazione di P. Chalmer, e di particolare interesse artistico è la sua esibizione proprio al fianco di Carla Fracci in Gerusalemme, coreografia di Luc Bouy e regia di B. Menegatti, nel quale ha destato nel pubblico un vero entusiasmo.
È una dei protagonisti al Teatro Bol'šoj di Mosca, dove ha ballato il ruolo dell'Eletta in Sagra della Primavera, e Zobeide in Sheherazade.
Sempre a Mosca danza, nel Palazzo del Cremlino, il ruolo di Zobeide in Sheherazade, e i due ruoli principali ne L'uccello di Fuoco.
Per lei sono stati creati diversi balletti, tra i quali: "Beatrice Cenci" in "Cronache Italiane" (G. Carbone),Turandot, principessa chinese (L. Veggetti - B. Menegatti), La Vestale (P. Chalmer - B. Menegatti),"Titania" in "Sogno di una notte di mezza estate" (P. Chalmer - B. Menegatti), il ruolo di Elena nel Faust di Goethe (L. Cannito - B. Menegatti),"La Sonnambula" (L. Cannito), "Caterina, la figlia del bandito" (F. Franzutti - B. Menegatti), "Baccus et Arianne" (F. Franzutti), la Principessa Verde nel Peer Gynt (coreografia di R. Zanella), il ruolo di Santa Chiara in Nobilissima Visione di M.Van Hoecke.
Nel 1993 riceve il primo premio al concorso internazionale Danza Città di Rieti.
Nel 1995 riceve il riconoscimento UNICEF per la danza. 
Nel 2002 riceve il Premio Danza e Danza.
Nel 2003 riceve il Premio Positano Léonide Massine. 
Nel 2005 riceve il premio "Volere Volare" per la danza.
Nel 2005 riceve il riconoscimento della Croce Rossa Italiana per la danza.
Nel 2007 riceve il premio "David di Michelangelo" per il talento artistico.
Nel 2008 riceve il premio "Anita Bucchi" per la danza.
Nel 2009 viene invitata all'International Ballet Festival di Miami.
Nel 2012 è protagonista al Festival di Ravenna sotto la direzione del Maestro R.Muti con Nobilissima Visione, una creazione di Micha Van Hoecke.
Nel 2014 viene nominata "Etoile" dal direttore del Teatro dell'Opera di Roma M.Van Hoecke dopo la rappresentazione Notes de la Nuit.
Nel 2016 è madrina ufficiale di "In punta di donna", iniziativa artistica culturale in favore della donna, contro ogni forma di violenza organizzata dall'associazione a promozione sociale Roma Restyle..